# 利奥波尔迪纳
利奥波尔迪纳是巴西米纳斯吉拉斯州的一个市镇。总面积942.74平方公里，总人口51451人，人口密度54.6人/平方公里。